# Полийирос
Поли́йирос (греч. Πολύγυρος) — малый город в Греции на полуострове Халкидики. Административный центр общины Полийирос и периферийной единицы Халкидики в периферии Центральная Македония. Расположен на высоте 440 м над уровнем моря у подножия горы Холомондас, в 65 километрах от города Салоники. Население города — 6121 человек по данным переписи 2011 года. Основное занятие жителей — земледелие и животноводство. Центр туризма на севере Греции.
Полийирос — центр Кассандрийской митрополии Элладской православной церкви.

## История
Предполагают, что на месте Полийироса находилась античная Аполлония (др.-греч. Ἀπολλωνία). Руины древнего города находятся в 6 км к юго-западу.
Впервые упоминается город в 1080 году в правление Никифора III Вотаниата.
В византийский период (ранее 1097 года) здесь основано подворье Иверского монастыря. В османский период Полийирос был одним из 15 поселений, входивших во владения валиде-султан и поэтому пользовавшихся рядом привилегий.
Полийирос был разрушен турками во время восстания под руководством Эммануила Паппаса и второй раз в 1845 году во время восстания под руководством Цамиса Каратасоса.
В 1870 году в Полийирос перенесена кафедра Кассандрийской митрополии из Валты (ныне Касандрия). Кафедральный храм — собор Николая Чудотворца, построенный в 1836 году на месте храма Харалампия, сожжёного турками в 1821 году.
В ходе Балканских войн освобождён 2 ноября 1912 года и присоединён к Греции.
В 1963 году основан мужской монастырь Успения Пресвятой Богородицы в Полийиросе.

## Сообщество Полийирос
Сообщество Полийирос (Κοινότητα Πολυγύρου) создано в 1918 году (ΦΕΚ 152Α). В сообщество входят 3 населённых пункта. Население 7459 человек по переписи 2011 года. Площадь 199,383 квадратного километра.
| Наименование | Население (2011), человек |
| ------------ | ------------------------- |
| Каливе       | 1333                      |
| Пателидас    | 5                         |
| Полийирос    | 6121                      |

## Население
| Год  | Население, человек |
| ---- | ------------------ |
| 1991 | 4671               |
| 2001 | 5090               |
| 2011 | ↗ 6121             |